# Guo Shoujing
Pour les articles homonymes, voir Guo Shoujing (homonymie).
Guo Shoujing (chinois : 郭守敬 ; pinyin : Guō Shǒujìng ; Wade : Kuo Shou-ching ; EFEO : Kouo cheou-king ou Kouo cheou-tsing ; nom de courtoisie 若思, Ruòsī), né en 1231 à Xingtai (Hebei) et mort en 1316 à Dadu (aujourd'hui Pékin), est un astronome, ingénieur et mathématicien chinois de la dynastie Yuan.

## Biographie
Dès l'âge de 14 ans, Guo Shoujing conçut une clepsydre. Vers 16 ans, il se lance dans l'étude de la philosophie, de la géographie et de l'astronomie sous l'égide du moine et architecte Liu Bingzhong (en), et intègre en 1279 le nouveau Bureau astronomique de Kubilai Khan où il travaille sur les améliorations à apporter au gnomon. Chargé d'établir un nouveau calendrier avec ses collègues astronomes Xu Heng (en) et Wang Xun, il fixe la durée de l'année tropique à 365,242 5 jours, valeur exacte à 26 secondes près (la valeur exacte, à autant de chiffres significatifs, étant 365,242 2 jours). Le nouveau calendrier (le Calendrier Shoushi), établi à l'aide de dix-sept instruments astronomiques créés par Guo pour l'occasion, est achevé en 1280 et promulgué l'année suivante. Il servit de référence pendant près de quatre siècles en Asie et de nombreux historiens le considèrent comme le précurseur du calendrier grégorien, dont l'année moyenne a la même durée.
Il étudie également la trigonométrie sphérique.
Il se révèle également un ingénieur hors pair en concevant le lac artificiel de Kunming, qui servit de réservoir et de voie de transport pour l'acheminement des céréales.

## Honneur
L'astéroïde (2012) Guo Shou-Jing est nommé en son honneur.